# Список активів у володінні «Berkshire Hathaway»
Інвестиційний портфель Berkshire Hathaway в наш час[коли?] оцінюється в 61 млрд доларів. Компанія оголосила про 29—процентне зростання доходів у 2006 році, а її прибуток склав 11,02 млрд доларів проти 8,53 млрд доларів роком раніше. Статок ж самого Баффета перевищує 40 млрд доларів і він займає друге, після Білла Гейтса, місце в рейтингу найбагатших американців журналу Forbes.

## Страхування та фінанси
- Geico
- General Re
- Kansas Bankers Surety Company
- National Indemnity Company
- Wesco Financial Corporation
- United States Liability Insurance Group
- Central States Indemnity Company
- American Express (12.1% станом на кінець 2004)
- M&T Bank (5.9%)
- Kemper Insurance Co

## Продукти харчування
- Anheuser-Busch (5.8% станом на кінець 2005)
- Dairy Queen
- The Coca-Cola Company (8.3% станом на кінець 2004)
- The Pampered Chef
- See's Candies

## Одяг
- Fechheimer Brothers Company
- Fruit of the Loom
- Garan Children's Clothing
- H.H. Brown Shoe Group
- Justin Brands

## Виробництво і продаж меблів
- CORT Business Services
- Jordan's Funiture
- Larson-Juhl
- Nebraska Furniture Mart
- RC Willey Home Furnishings
- Star Furniture

## Матеріали та будівництво
- Acme Brick Company
- Benjamin Moore & Co.
- Clayton Homes
- Johns Manville
- MiTek
- Precision Steel Warehouse, Inc.
- Shaw Industries

## Медіа
- The Washington Post Company (18.1% станом на кінець 2004)
- The Buffalo News
- Business Wire

## Логістика
- XTRA Corporation
- McLane Company

## Ювелірні вироби
- Ben Bridge Jewelers
- Borsheim's Fine Jewelry
- Helzberg Diamonds

## Інше
- Scott Fetzer Companies
- MidAmerican Energy Holdings Company
- NetJets
- NetJets Europe
- FlightSafety
- CTB Inc.
- Procter & Gamble (3,0% станом на кінець 2005)
- PetroChina (1.3% станом на кінець 2004)
- Blue Chip Stamps